# Marea Moschee din Abu Dhabi
Marea Moschee din Abu Dhabi sau Moscheea Șeicului Zayed este o moschee din Abu Dhabi, Emiratele Arabe Unite. Aceasta este cea mai mare moschee din Emirate și a opta cea mai mare moschee din lume.

## Istorie și arhitectură
Construcția moscheii a început în anul 1996 din ordinul șeicului Zayed bin Sultan Al Nahyan și finalizată în 2007. La construcția ei au participat arhitecți veniți din mai multe zone ale lumii , iar materialele folosite la construție au fost aduse din țări precum Italia, Maroc, Germania, Pakistan, Iran, China și Malaezia. 
Designul moscheii a fost inspirat din mai multe stiluri arhitectonice islamice cum ar fi cel persan, moghul și maur. Tot la construcție au fost folosite drept modele Moscheea Badshahi din Pakistan și Moscheea lui Hassan al II-lea din Maroc.
Moscheea deține cel mai mare covor din lume ce măsoară aproximativ 5627 metri pătrați și cântărește aproximativ 35 de tone. Tot ea deține șapte candelabre imense aduse din Germania ce sunt făcute integral din cristale Swarovski. Sala de rugăciune a fost realizată de arhitectul iranian Ali Khaliqi. Acoperișul este susținut de 96 de coloane încrustate cu sidef, iar pe acoperiș se află mai multe domuri, cel mai mare având diametrul de 32,2 metri.